# Riserva marina di Dar es Salaam
La Riserva marina di Dar es Salaam (in inglese Dar es Salaam Marine Reserve) è un'area naturale protetta marina della Tanzania, situata circa 20 km a nord da Dar es Salaam. La riserva è in effetti un sistema composto da quattro riserve marine che comprendono le quattro isole di Bongoyo, Mbudya, Pangavini e Fungu Yasini. L'area complessiva della riserva è di circa 15 km², e include diversi ecosistemi tropicali: barriera corallina, foresta di mangrovie e letto di alghe marine.

## Ambiente
Tre delle isole sono composte di roccia sedimentaria (sia terrestre che marina), mentre la quarta è una duna di sabbia. Tutte sono circondate da una barriera corallina piuttosto ricca, che rende difficile l'accesso alle isole nelle ore di bassa marea.
La riserva marina è ricca di avifauna. Sono presenti anche gruppi numerosi di delfini e occasionalmente, fra maggio e agosto, si avvistano balene megattere nelle acque più profonde.

## Amministrazione
La riserva marina di Dar es Salaam è sotto l'autorità del Tanzanian Board of Trustees of Marine Parks and Reserves, che è responsabile tutte le riserve marine nazionali della Tanzania. La riserva ha lo status di marine protected area (MPA); la definizione di MPA non vieta lo sfruttamento delle risorse della riserva, ma ne vincola le modalità entro i limiti dello sfruttamento sostenibile. L'area della riserva include infatti tratti di mare da cui dipendono intere comunità costiere di pescatori (per esempio Kunduchi, Unonio, Msasani).

## Storia
Già negli anni sessanta, i primi studi sull'ambiente marino lungo le coste della Tanzania indicarono un progressivo degrado dovuto a diversi fattori, fra cui l'uso di pratiche di pesca distruttive, la deforestazione delle zone di mangrovie, l'edilizia costiera e l'inquinamento. Una legge del 1970 denominata Fisheries Act introdusse il concetto di area marina protetta (marine protected area). Le quattro riserve marine di Bongoyo, Mbudya, Pangavini e Fungu Yasini furono istituite nel 1975, e successivamente unite.

## Minacce ambientali
La principale minaccia all'ambiente della riserva marina è la continua e rapida crescita della città di Dar es Salaam, che genera anche una crescente affluenza turistica nella riserva. L'impatto delle pratiche di pesca distruttiva (per esempio con la dinamite) messe in atto in passato nell'area è stato molto ridimensionato dall'introduzione di un servizio di vigilanza diurna e notturna.